# Jürgen Haase (Schauspieler)

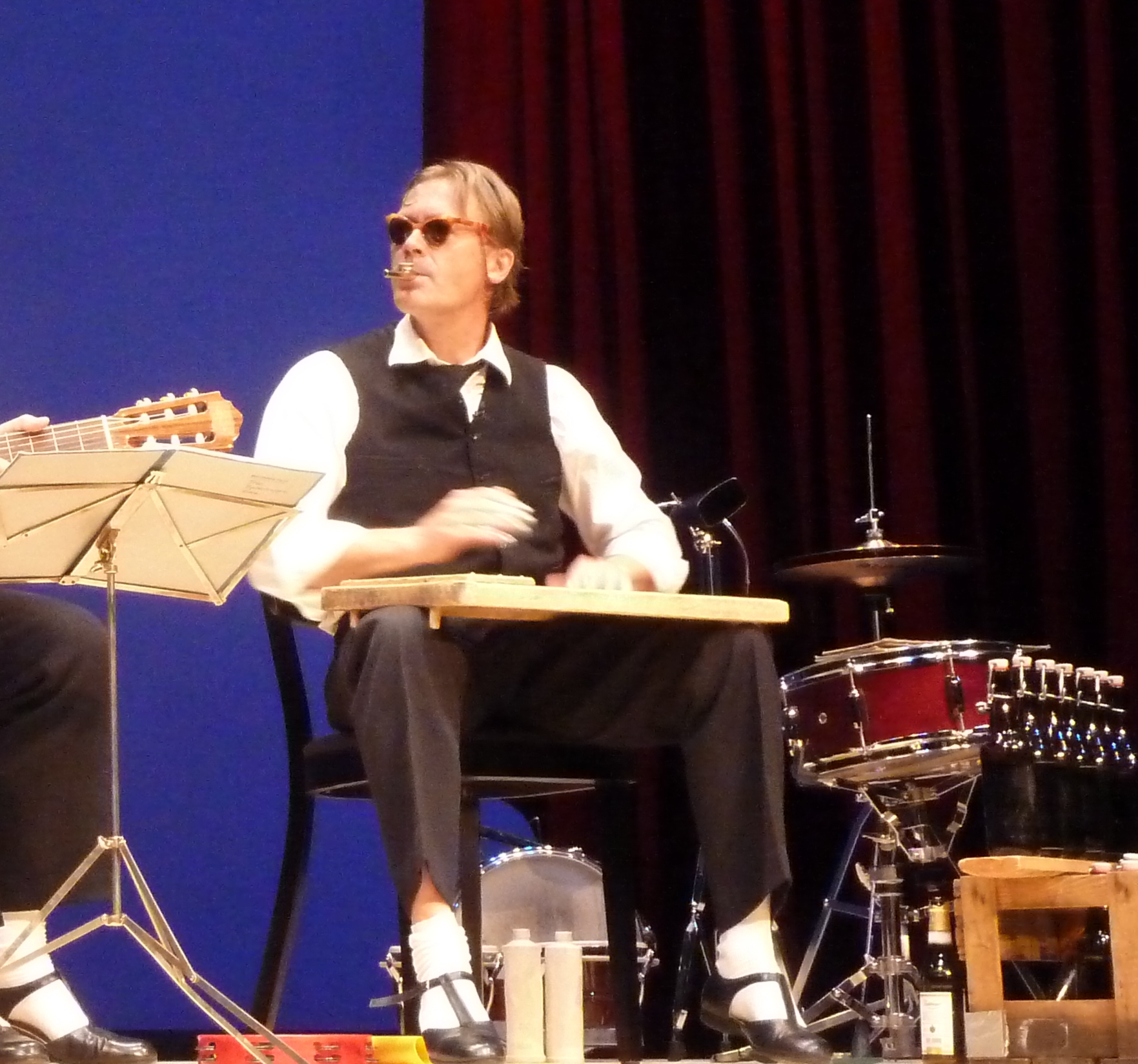
Jürgen Haase 2012

Jürgen Josef Haase (* 23. Mai 1958 in Altenburg, Bezirk Leipzig, DDR) ist ein deutscher Schauspieler und Kabarettist.

## Leben und Wirken
Jürgen Haase legte das Abitur in Altenburg ab. Er studierte von 1979 bis 1983 an der Theaterschule „Hans Otto“ in Leipzig und war schon während des Studiums (seit 1981) am Staatsschauspiel Dresden engagiert. In die Zeit der Ausbildung fiel 1982 auch die Gründung des Zwinger-Trios, dessen Mitglied er ist.
1983 bis 1991 wirkte er an den Landesbühnen Sachsen, bis 1991 auch am Staatsschauspiel Dresden. Seitdem ist er freischaffend tätig.
Haase lebt in Gauernitz bei Dresden.

## Bühnenstücke
Mitwirkung in folgenden Stücken
- Knigge 2000 (mit Ralf Herzog)
- Knigge reloaded (mit Ralf Herzog)
- Gekonnte Missverständnisse (mit Peter Kube)
- Woyzeck (als Arzt)
- Cyrano de Bergerac (als Christian)
- Die heilige Johanna (als Lionel)
- Urfaust (als Faust)
- Faust I (als Valentin)
- Heute wieder Hamlet (als Sassmann)
- Winnetou (als Winnetou und Old Shatterhand auf der Felsenbühne Rathen von 1984 bis jetzt)
- Wilhelm Tell (als Wilhelm Tell auf der Felsenbühne Rathen)
- Störtebekers Gold – Das Vermächtnis (als Warring bei den Störtebeker-Festspielen)
- Der Seewolf (als Swarte Skaaningbei den Störtebeker-Festspielen)
- A Christmas Carol – Ein Weihnachtslied (als Jacob Marley/Alter Fezziweg)
- Zwei Genies am Rande des Wahnsinns (mit Peter Kube)

Mit dem Zwinger Trio
- Mit dem Zwinger Trio rund um die Welt
- Dem Alltag entflohen
- Krieg im dritten Stock
- Zwingerlotto
- Jenseits der Hast
- Der Glöckner von Notre Dame
- Das Ende vom Anfang
- Goldrausch
- Dinner for One und Ilse Bähnerts 79. Geburtstag
- Die Olsenbande dreht durch
- Die schöne Helena
- Ritter Blaubart
- Die drei von der Tankstelle
- Jawoll meine Herrn
- Best of
- Wenn Drei sich einig sind – Das Zwinger Trio wird 30
- Jahresrückblick mit dem Zwinger-Trio
- Die Retter der Tafelrunde
- Sächsisches Wort des Jahres 2015
- Ernte 34
- Komikerparade
- 35. Geburtstag des Zwinger-Trio Dresden
- Aufgetaucht
- Der Raub der Sabinerinnen

Regie
- Smillas wundersame Reise durch die Zeit (Wedelwitzer Pferdehoftheater Eilenburg)
- Die tollkühnen Abenteuer des Ritters Randalf von Rindenmulch (Wedelwitzer Pferdehoftheater Eilenburg)
- August und seine Mätressen (Königshof Dresden)

## Fernsehen und Film
- 1987: Die erste Reihe (Fernsehfilm)
- 1988: Ich liebe dich – April! April! (Kinofilm)
- 1988: Die Ehe
- 1989: Verflixtes Mißgeschick! (Kinofilm)
- 1990: Pause für Wanzka (Fernsehfilm)
- 1991: Die Flucht
- 1997: Viel Spaß mit meiner Frau
- 2006: Die Politesse (Serie)
- 2007: Die Politesse – Der Film